# Battaglia de La Motta
La battaglia de La Motta, anche conosciuta come la battaglia di Vicenza, fu uno scontro che ebbe luogo il 7 ottobre 1513 tra le forze della Repubblica di Venezia e della Spagna.
Fu un'importante battaglia della Guerra della Lega di Cambrai che si svolse nel territorio di Motta di Costabissara.
L'esercito veneziano sotto la guida di Bartolomeo d'Alviano cercò di ostacolare la ritirata dal Veneto degli spagnoli comandati da Ramon de Cardona, ma fu sconfitto dalla devastante carica delle fanterie spagnola e tedesca, lasciando sul campo oltre 4000 uomini tra morti e feriti.

## Situazione generale

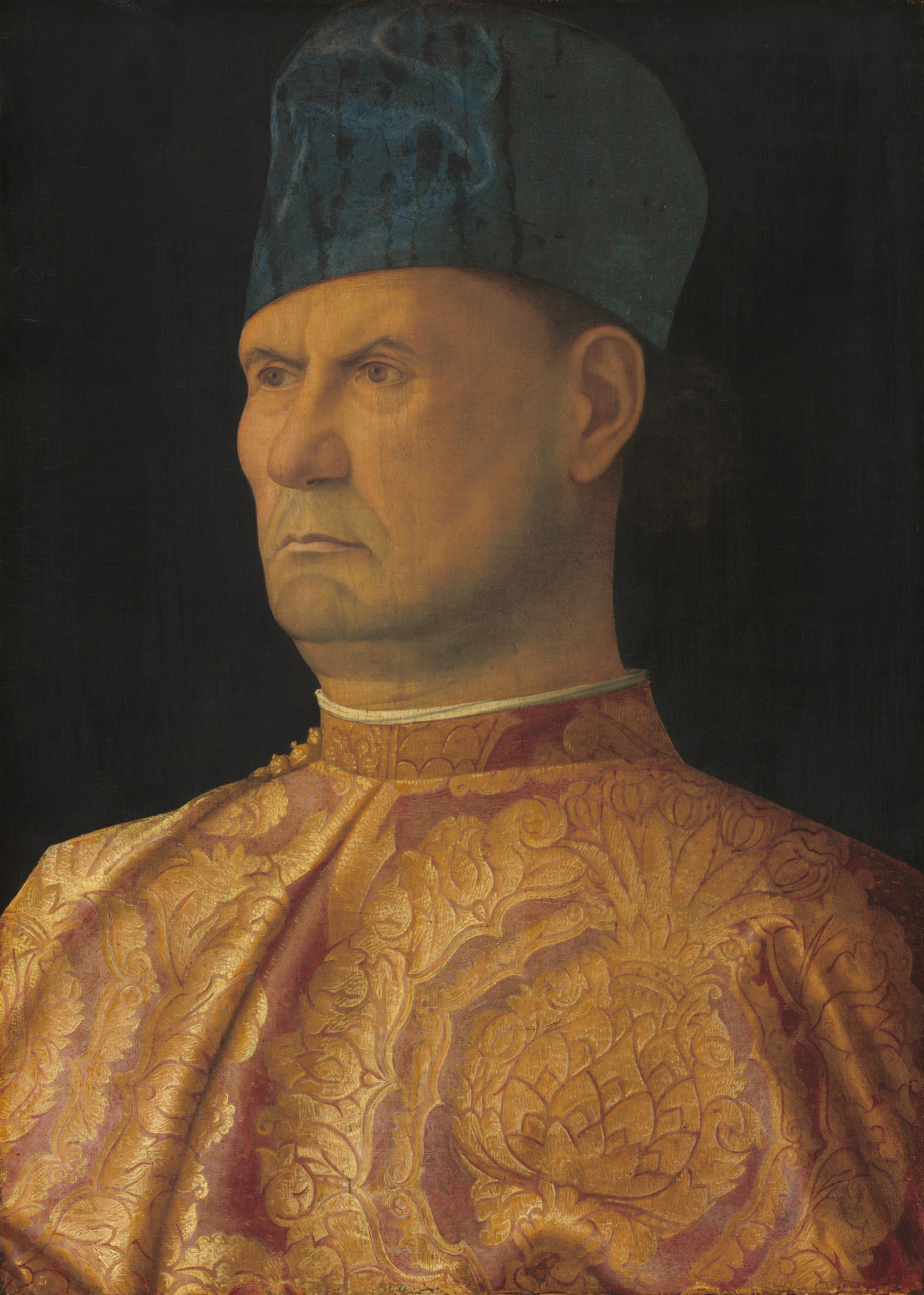
Giovanni Bellini, presunto ritratto di Bartolomeo d'Alviano

Per porre freno alle stragi che l'esercito spagnolo stava effettuando a danno di tutte le province venete, il Senato della Repubblica di Venezia chiese al generale Bartolomeo Alviano degli Orsini di abbandonare le conquiste in Lombardia per concentrarsi sugli spagnoli.
Nel frattempo i tedeschi, alleati degli spagnoli, dopo aver saccheggiato Arzignano e aver incendiato la Rocca, nel ritornare a Verona, misero a ferro e fuoco le ville di Montorso Vicentino, Zermeghedo e Montebello Vicentino.
Gli spagnoli da Peschiera, passarono a Verona, poi a San Martino e quindi San Bonifacio ai quali si unì il Vescovo Gurgense con l'idea di conquistare Padova e Treviso che, però, ben difese da Alviano e Giovanni Paolo Baglione rimasero inespugnabili. Gli spagnoli quindi, il 18 agosto, decisero di abbandonare l'attacco di Padova gettando un ponte sul Bacchiglione per portarsi verso Vicenza depredando ogni territorio. Anche una volta giunti a Vicenza, si sparsero nei territori limitrofi per depredare. Giovanni Paolo Manfrone partì da Marostica verso Villaverla recuperando il bottino raccolto dagli spagnoli.
Il Cardona, partito da Sandrigo, si stava avvicinando a Caldogno per essere, il 5 ottobre, a Motta.

## Terreno
Il terreno dello scontro, notevolmente appesantito a causa della pioggia che era piovuta i giorni prima, fu in primo luogo la zona di Motta di Costabissara vicino al ponte sul torrente Orolo. Per quanto riguarda i preamboli della battaglia, ne sono stati teatro le campagne vicine, ma soprattutto la valle fra i colli di Creazzo, Monteviale, Biron e Maddalene.

## Forze in campo
L'esercito spagnolo si vedeva costituito da circa 1 000 cavalieri, 4 000 unità di fanteria e 3 500 lanzichenecchi tedeschi.
L'esercito veneziano era formato da 3 000 cavalieri circa, 10 000 unità di fanteria e 24 cannoni divisi in 5 colonne.
Alle forze numeriche di Alviano, si unirono anche molti contadini del territorio che occuparono i monti di Creazzo, Monteviale e Costabissara, armati di fucili, balestre, archi e sassi.

## Piani operativi
Alviano ordinò, cercando di costringere il nemico a ritirarsi o abbandonare l'impresa, di bloccare le strade di Vallarsa, dei Forni, di Lavarone, i valichi e i passi con palizzate, sassi e alberi e divise quindi l'esercito in cinque colonne:
1. si accampò ad Olmo, a due chilometri circa da Vicenza bloccando la strada;
2. formante l'ala destra, fu mandata nei borghi di Vicenza;
3. formante l'ala sinistra, fu mandata nella valle tra i monti di Creazzo e i due colli d'Abirone per posizionare pezzi d'artiglieria;
4. si trattenne a Vicenza;
5. composta da cavalleria era mobile e doveva attaccare da tutte le parti.

A Montecchio Maggiore stava invece accampato Giovanni Paolo Manfrone con 4 000 uomini, mentre a Barbarano 500 cavalli con molti paesani dovevano impedire il passaggio lungo la Riviera Berica.
Ai suoi uomini Alviano ordinò di attenersi alle direttive del Senato, rimanendo fermi nelle loro posizioni con l'unico scopo di sfinire i nemici tagliando loro la fuga e la possibilità di approvvigionamenti.

## Svolgimento del conflitto

### 5 e 6 ottobre
Il 5 ottobre Cardona arrivò a Motta e raccoltosi in consiglio con i capitani decise di aprirsi una via con la forza. Passando per la campagna di Costabissara, l'esercito spagnolo si impegnò nelle campagne d'Abirone dove si trovarono assaliti dall'artiglieria piazzata dalla III colonna disposta da Alviano. Attraversata la valle si scontrarono con gli uomini posti a difesa della città che, nonostante fossero in inferiorità numerica, costrinsero gli spagnoli alla ritirata.
Costretti a stare fermi per via del continuo fuoco dell'artiglieria veneta, fino al tramonto del 6 ottobre gli spagnoli non si mossero dalla valle. Cardona aspettava il momento propizio per ripiegare verso i colli delle Maddalene.

### 7 ottobre
Cardona, appreso che un distaccamento di veneziani muniti di artiglieria guidati dal Baglione si stava spostando per posizionarsi sull'altopiano delle Maddalene, abbandonò l'idea di ripiegare verso quella parte e decise di tornare indietro verso la strada che conduceva a Bassano. L'idea era di costringere Alviano ad abbandonare le posizioni per combatterlo sulla pianura dove le possibilità di vittoria erano molto più alte oppure, in caso estremo, di ripiegare verso Verona. Fu così, quindi, che l'esercito spagnolo la mattina del 7 ottobre si spostò verso Schio senza che, complice la nebbia, Alviano se ne accorgesse.
Come aveva pianificato Cardona, Alviano li inseguì levando il campo d'Abirone con 20 pezzi d'artiglieria verso Motta di Costabissara, dove gli spagnoli erano giunti. Nel frattempo lo stesso Prospero Colonna, comandante di alcune compagnie tedesche, si fermò a Motta protetto dal torrente Orolo..
I veneziani attaccarono, ma furono sopraffatti dai fanti tedeschi che nel frattempo furono supportati dalla cavalleria tedesca accorsa in difesa. I successivi attacchi videro cadere la fanteria veneta in disordine.
Cardona e Colonna, quindi, si mossero all'attacco innescando la battaglia. In un primo momento, nonostante i disordini, sembrò che i veneziani potessero farcela, ma l'arrivo dei rinforzi spagnoli del Marchese di Pescara e tedeschi di Giacomo Landao portarono alla ritirata della fanteria veneta comportando l'abbattimento di gran parte della cavalleria.. Furono vani i tentativi di Bartolomeo Alviano di riordinare i resti dell'esercito sul campo.
La città di Vicenza nel frattempo, per il timore che alcuni spagnoli e tedeschi potessero entrare frammisti ai soldati in ritirata, chiusero le porte della città, condannando le truppe alla morte o alla prigionia. Lo stesso Alviano, trovate le porte chiuse, si diresse verso Padova..

## Conseguenze

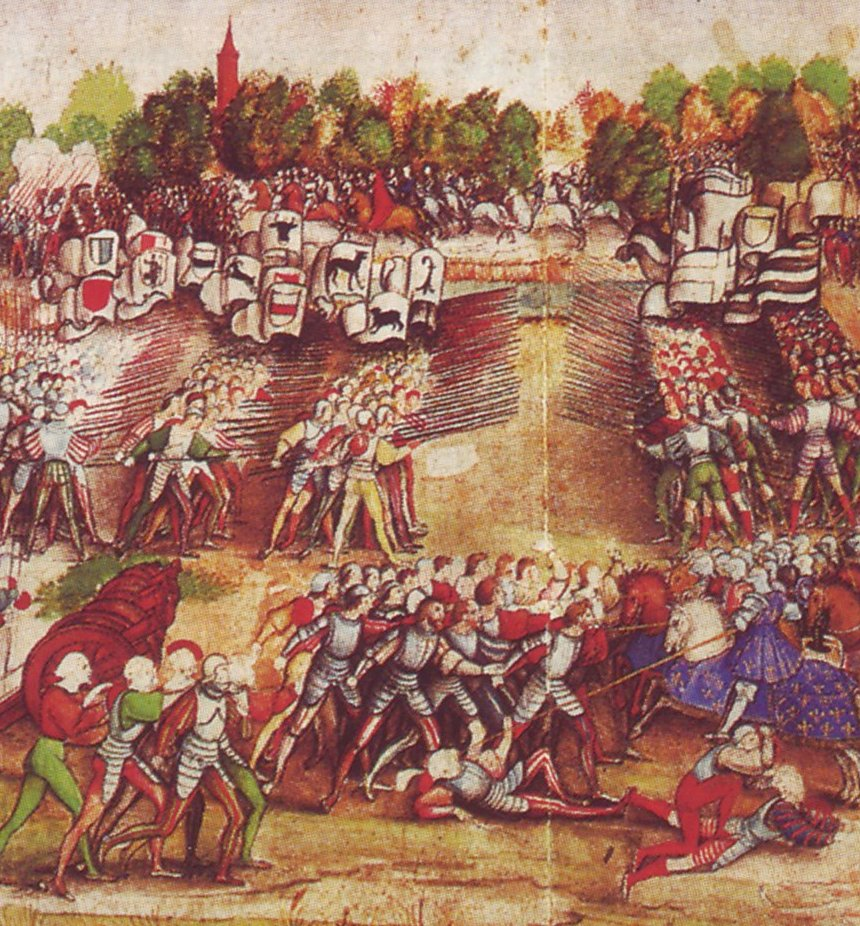
Battaglia di Marignano

Tale battaglia, da cui i veneziani uscirono decisamente sconfitti, non capovolse le sorti della guerra in quanto la Lega Santa non riuscì ad approfittare di tale vittoria.
La guerra continuò nel 1513 e 1514. Nella Battaglia di Marignano, il 13 settembre 1515, i francesi vinceranno l'esercito svizzero-papale decretando la fine della guerra della Lega di Cambrai.

## Nella cultura di massa
La battaglia fu presto dimenticata dalle cronache dell'epoca, ma rimane ben vivida nelle storie militari tedesche.

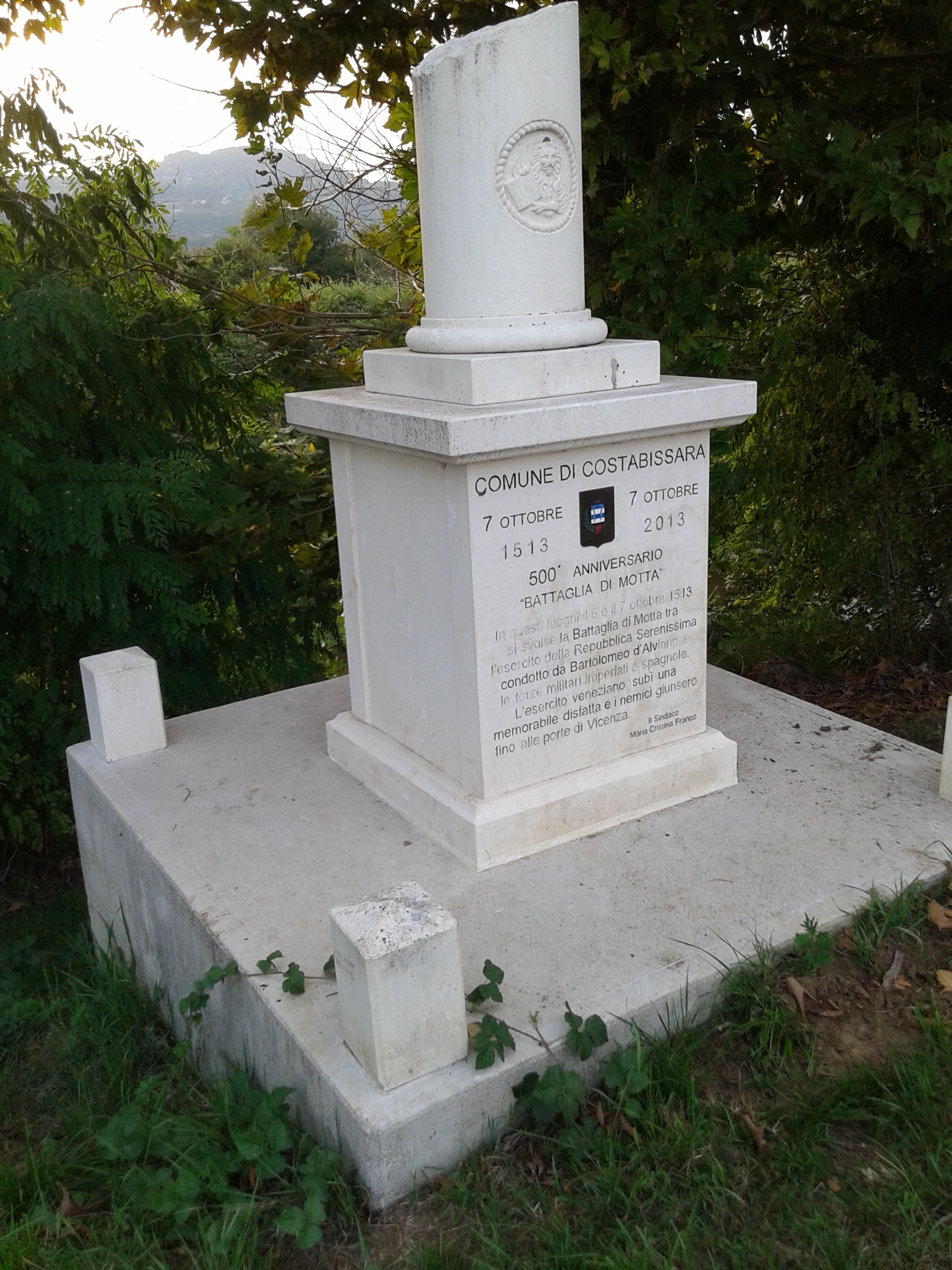
Cippo commemorativo della battaglia della Motta 7 ottobre 1513

In occasione del cinquecentenario della battaglia, il 5 e il 6 ottobre 2013 è stata organizzata a Motta di Costabissara una rievocazione storica durante la quale venne inaugurato un cippo commemorativo che rievoca le gesta della battaglia. Il cippo è posto sull'argine sinistro del fiume Orolo a 850 metri dal ponte della Strada del Pasubio SP46.